# 青木由直
青木 由直（あおき よしなお、1941年9月2日 - ）は、日本の情報工学者。北海道大学名誉教授。工学博士 （北海道大学 1972年）。eシルクロード研究工房・房主。爪句結社「秘境」主宰。専門は、情報メディア工学、メディア工学。長野県生まれ。北海道浦河町出身。

## 略歴
- 1964年3月 北海道大学工学部卒業
- 1966年3月 北海道大学大学院工学研究科修士課程修了
- 1966年4月 北海道大学工学部講師
- 1967年4月 北海道大学工学部助教授
- 1972年12月　北海道大学　工学博士　論文「電波・音波ホログラフィの研究 」[1]
- 1979年4月 北海道大学工学部教授
- 1997年4月 北海道大学大学院工学研究科教授
- 2000年11月 北海道文化賞を受賞[2]
- 2004年4月 北海道大学大学院情報科学研究科教授[3]
- 2005年4月 北海道大学名誉教授[4]
- 2021年11月 瑞宝中綬章受章[5][6][7]

## 活動
JR札幌駅前にIT企業が集積した「サッポロバレー」の企業群の経営者を輩出した「北海道マイクロコンピュータ研究会」を立ち上げた。当時の主な教え子に中本伸一（元ハドソン副社長）や、ビー・ユー・ジーの創業メンバーの村田利文、服部裕之、若生英雅、木村真などがいる。現在も地域起業家の勉強会「青木塾」を主宰。
札幌を中心とした都市部の秘境を巡る紀行文や、写真に俳句を添える「爪句」作家としても活動している。
北海道新聞文化賞、北海道文化賞、北海道科学技術賞を受賞。サッポロバレー形成への貢献が評価され、情報処理学会フェローの称号を受けた。

## 主な著作
- 中国パソコンの旅―電脳大国を目指す中国の素顔　（1987年5月1日 エム・アイ・エー）
- 魚眼で覗いた中国電脳(コンピュータ)世界　（1988年11月1日 共同文化社）
- BASIC数値計算法　（1994年6月1日 コロナ社）
- オペレータ法ディジタル信号処理―C言語とMATLABによる処理の実際　（1996年1月1日 コロナ社）
- コンピュータグラフィックス講義　（1997年10月1日 コロナ社）
- 旅のスケッチ―「きぼうの虹」原画集　（1997年11月1日 共同文化社）
- 情報リテラシーとプレゼンテーション (電子情報通信レクチャーシリーズ)　（2003年2月1日 コロナ社）
- 魚眼で覗いた海外お国事情　（2004年5月1日 共同文化社）
- 私の〓(カード)画画廊　（2004年5月10日 共同文化社）
- 魚眼で覗いたサッポロバレー　（2005年5月5日 共同文化社）
- 画文集 旅の備忘録 海外編　（2006年6月10日 共同文化社）
- 札幌の秘境　（2009年6月1日 北海道新聞社）
- 風景印でめぐる札幌の秘境　（2010年1月1日 北海道新聞社）
- さっぽろ花散歩　（2010年5月1日 北海道新聞社）

都市秘境シリーズ
- 札幌秘境100選　（2006年10月30日 マップショップ）
- 小樽・石狩秘境100選　（2007年11月3日 共同文化社）
- 江別・北広島秘境100選　（2008年12月1日 共同文化社）

豆本シリーズ
- 札幌秘境百選中国語版　（2007年9月20日 共同文化社）

爪句シリーズ
- 爪句＠札幌＆近郊百景 （2008年1月1日 共同文化社）
- 爪句＠札幌の花と木と家 （2008年4月1日 共同文化社）
- 爪句＠都市のデザイン （2008年7月10日 共同文化社）
- 爪句＠北大の四季 （2009年2月28日 共同文化社）
- 爪句＠札幌の四季 （2009年4月29日 共同文化社）
- 爪句＠私の札幌秘境 （2009年11月20日 共同文化社）
- 爪句＠花の四季　（2010年4月10日 共同文化社）
- 爪句＠思い出の都市秘境　（2010年10月7日 共同文化社）
- 爪句＠北海道の駅道央冬編　（2010年12月11日 共同文化社）
- 爪句＠マクロ撮影花世界　（2011年3月3日 共同文化社）
- 爪句＠木のある風景－札幌編　（2011年6月10日 共同文化社）
- 爪句＠今朝の一枚　（2011年9月2日 共同文化社）
- 爪句＠札幌花散歩　（2011年10月6日 共同文化社）
- 爪句＠虫の居る風景　（2012年1月25日 共同文化社）
- 爪句＠今朝の一枚②　（2012年3月17日 共同文化社）
- 爪句＠パノラマ写真の世界 札幌の冬　（2012年5月20日 共同文化社）
- 爪句＠札幌街角世界旅行　（2012年7月20日 共同文化社）
- 爪句＠今日の花　（2012年9月2日 共同文化社）
- 爪句＠札幌の野鳥　（2012年10月 共同文化社）
- 爪句＠日々の情景　（2013年2月 共同文化社）
- 爪句＠北海道の駅－道南編1　（2013年6月 共同文化社）
- 爪句＠日々のパノラマ写真　（2014年4月 共同文化社）
- 爪句＠北大物語り　（2014年11月 共同文化社）
- 爪句＠今日の一枚　（2015年3月 共同文化社）
- 爪句＠北海道の駅－根室本線・釧網本線　（2015年7月 共同文化社）
- 爪句＠爪句＠宮丘公園・中の川物語り（2015年11月 共同文化社）